# تپه برونجق
تپه برونجق مربوط به هزاره اول قبل از میلاد - دوره اشکانیان - دوره ساسانیان است و در شهرستان میانه، بخش کندوان، دهستان کندوان، ۸۰۰ متری شمال شرقی روستای برونجق واقع شده و این اثر در تاریخ ۲۷ اسفند ۱۳۸۶ با شمارهٔ ثبت ۲۲۷۲۴ به‌عنوان یکی از آثار ملی ایران به ثبت رسیده است.